# 2017년 4월
| 2017년: 1월 · 2월 · 3월 · 4월 · 5월 · 6월 · 7월 · 8월 · 9월 · 10월 · 11월 · 12월 |

| \| 2017년 4월 1일 (토요일) \| \| 편집 \| |  |      |
|                                          |  |      |
| 2017년 4월 1일 (토요일)                  |  | 편집 |

| 2017년 4월 1일 (토요일) |  | 편집 |

| \| 2017년 4월 2일 (일요일) \| \| 편집 \|                                                                                      |  |      |
| - 2017년 세르비아 대통령 선거가 실시되었다. 개표 결과 2,012,788 표(56.01%)를 득표한 알렉산다르 부치치 현직 총리가 당선되었다. |  |      |
| 2017년 4월 2일 (일요일) |  | 편집 |

| 2017년 4월 2일 (일요일) |  | 편집 |

| \| 2017년 4월 3일 (월요일) \| \| 편집 \| |  |      |
|                                          |  |      |
| 2017년 4월 3일 (월요일)                  |  | 편집 |

| 2017년 4월 3일 (월요일) |  | 편집 |

| \| 2017년 4월 4일 (화요일) \| \| 편집 \|                                             |  |      |
| 정치 - 안철수 전 국민의당 대표가 제19대 대통령 선거 국민의당 후보로 최종 확정되었다. |  |      |
| 2017년 4월 4일 (화요일)                                                              |  | 편집 |

| 2017년 4월 4일 (화요일) |  | 편집 |

| \| 2017년 4월 5일 (수요일) \| \| 편집 \| |  |      |
|                                          |  |      |
| 2017년 4월 5일 (수요일)                  |  | 편집 |

| 2017년 4월 5일 (수요일) |  | 편집 |

| \| 2017년 4월 6일 (목요일) \| \| 편집 \| |  |      |
|                                          |  |      |
| 2017년 4월 6일 (목요일)                  |  | 편집 |

| 2017년 4월 6일 (목요일) |  | 편집 |

| \| 2017년 4월 7일 (금요일) \| \| 편집 \|                                                       |  |      |
| 군사 - 미국이 시리아 내전 발생 후 처음으로 샤이라트에 위치한 시리아 공군 기지를 전격 공습했다. |  |      |
| 2017년 4월 7일 (금요일)                                                                        |  | 편집 |

| 2017년 4월 7일 (금요일) |  | 편집 |

| \| 2017년 4월 8일 (토요일) \| \| 편집 \| |  |      |
|                                          |  |      |
| 2017년 4월 8일 (토요일)                  |  | 편집 |

| 2017년 4월 8일 (토요일) |  | 편집 |

| \| 2017년 4월 9일 (일요일) \| \| 편집 \| |  |      |
|                                          |  |      |
| 2017년 4월 9일 (일요일)                  |  | 편집 |

| 2017년 4월 9일 (일요일) |  | 편집 |

| \| 2017년 4월 10일 (월요일) \| \| 편집 \| |  |      |
|                                           |  |      |
| 2017년 4월 10일 (월요일)                  |  | 편집 |

| 2017년 4월 10일 (월요일) |  | 편집 |

| \| 2017년 4월 11일 (화요일) \| \| 편집 \| |  |      |
| 무력 충돌·공격 - 보루시아 도르트문트 축구팀을 대상으로한 보루시아 도르트문트 버스 폭발 테러가 발생했다. 버스의 창이 강화 유리로 되어있어 큰 부상을 입거나 숨진 사람은 없었다. 경제 - 정원을 초과한 항공기에서 내리길 거부한 승객을 강제로 끌어낸 유나이티드 익스프레스 3411편 사건으로 유나이티드 항공의 CEO 오스카 무노즈가 사과하였으나 11일 유나이티드 항공의 모회사인 유나이티드 콘티넨털 홀딩스는 뉴욕 증시에서 전장 대비 1.1% 하락한 70.71달러에 장을 마쳤다. IT - 마이크로소프트에서 윈도우 비스타와 인터넷 익스플로러 9의 모든 지원을 종료하였다. |  |      |
| 2017년 4월 11일 (화요일) |  | 편집 |

| 2017년 4월 11일 (화요일) |  | 편집 |

| \| 2017년 4월 12일 (수요일) \| \| 편집 \| |  |      |
|                                           |  |      |
| 2017년 4월 12일 (수요일)                  |  | 편집 |

| 2017년 4월 12일 (수요일) |  | 편집 |

| \| 2017년 4월 13일 (목요일) \| \| 편집 \| |  |      |
| 사회 - 대한민국 대법원이 13일 강남역 화장실 살인사건의 피의자에게 징역 30년을 선고한 원심을 확정하였다. - 대한민국 대법원이 13일 평택 아동 살해 암매장 사건의 피의자 계모 김 모에게 징역 27년, 친부 신 모에게 징역 17년을 선고한 원심을 확정하였다. |  |      |
| 2017년 4월 13일 (목요일) |  | 편집 |

| 2017년 4월 13일 (목요일) |  | 편집 |

| \| 2017년 4월 14일 (금요일) \| \| 편집 \| |  |      |
|                                           |  |      |
| 2017년 4월 14일 (금요일)                  |  | 편집 |

| 2017년 4월 14일 (금요일) |  | 편집 |

| \| 2017년 4월 15일 (토요일) \| \| 편집 \|                                                                          |  |      |
| 무력 충돌·공격 - 2017년 알레포 차량 폭탄 테러 - 시리아 알레포에서 차량을 이용한 테러가 발생해 최소 126명이 숨졌다. |  |      |
| 2017년 4월 15일 (토요일)                                                                                           |  | 편집 |

| 2017년 4월 15일 (토요일) |  | 편집 |

| \| 2017년 4월 16일 (일요일) \| \| 편집 \|                                                                     |  |      |
| 정치 - 터키 개헌 국민투표에서 개헌안이 가결되면서 터키가 94년만에 의원 내각제에서 대통령제 국가로 전환되었다. |  |      |
| 2017년 4월 16일 (일요일)                                                                                      |  | 편집 |

| 2017년 4월 16일 (일요일) |  | 편집 |

| \| 2017년 4월 17일 (월요일) \| \| 편집 \| |  |      |
|                                           |  |      |
| 2017년 4월 17일 (월요일)                  |  | 편집 |

| 2017년 4월 17일 (월요일) |  | 편집 |

| \| 2017년 4월 18일 (화요일) \| \| 편집 \| |  |      |
|                                           |  |      |
| 2017년 4월 18일 (화요일)                  |  | 편집 |

| 2017년 4월 18일 (화요일) |  | 편집 |

| \| 2017년 4월 19일 (수요일) \| \| 편집 \| |  |      |
|                                           |  |      |
| 2017년 4월 19일 (수요일)                  |  | 편집 |

| 2017년 4월 19일 (수요일) |  | 편집 |

| \| 2017년 4월 20일 (목요일) \| \| 편집 \| |  |      |
| 무력 충돌과 공격 - 2017년 파리 총격 사건: 프랑스 파리에서 총격전이 발생하였다. 용의자가 순찰차에 총격을 가하며 경찰관 1명이 숨지고, 3명이 부상을 입었다. 경찰의 대응 사격으로 용의자도 숨졌다. |  |      |
| 2017년 4월 20일 (목요일) |  | 편집 |

| 2017년 4월 20일 (목요일) |  | 편집 |

| \| 2017년 4월 21일 (금요일) \| \| 편집 \| |  |      |
|                                           |  |      |
| 2017년 4월 21일 (금요일)                  |  | 편집 |

| 2017년 4월 21일 (금요일) |  | 편집 |

| \| 2017년 4월 22일 (토요일) \| \| 편집 \| |  |      |
|                                           |  |      |
| 2017년 4월 22일 (토요일)                  |  | 편집 |

| 2017년 4월 22일 (토요일) |  | 편집 |

| \| 2017년 4월 23일 (일요일) \| \| 편집 \|                                                                            |  |      |
| 군사 - 중국 인민해방군 해군이 항공모함 산둥호를 진수하였다. 산둥호는 최초로 중화인민공화국 국내에서 건조된 함선이다. |  |      |
| 2017년 4월 23일 (일요일)                                                                                             |  | 편집 |

| 2017년 4월 23일 (일요일) |  | 편집 |

| \| 2017년 4월 24일 (월요일) \| \| 편집 \| |  |      |
|                                           |  |      |
| 2017년 4월 24일 (월요일)                  |  | 편집 |

| 2017년 4월 24일 (월요일) |  | 편집 |

| \| 2017년 4월 25일 (화요일) \| \| 편집 \| |  |      |
|                                           |  |      |
| 2017년 4월 25일 (화요일)                  |  | 편집 |

| 2017년 4월 25일 (화요일) |  | 편집 |

| \| 2017년 4월 26일 (수요일) \| \| 편집 \| |  |      |
|                                           |  |      |
| 2017년 4월 26일 (수요일)                  |  | 편집 |

| 2017년 4월 26일 (수요일) |  | 편집 |

| \| 2017년 4월 27일 (목요일) \| \| 편집 \| |  |      |
|                                           |  |      |
| 2017년 4월 27일 (목요일)                  |  | 편집 |

| 2017년 4월 27일 (목요일) |  | 편집 |

| \| 2017년 4월 28일 (금요일) \| \| 편집 \| |  |      |
|                                           |  |      |
| 2017년 4월 28일 (금요일)                  |  | 편집 |

| 2017년 4월 28일 (금요일) |  | 편집 |

| \| 2017년 4월 29일 (토요일) \| \| 편집 \| |  |      |
|                                           |  |      |
| 2017년 4월 29일 (토요일)                  |  | 편집 |

| 2017년 4월 29일 (토요일) |  | 편집 |

| \| 2017년 4월 30일 (일요일) \| \| 편집 \| |  |      |
|                                           |  |      |
| 2017년 4월 30일 (일요일)                  |  | 편집 |

| 2017년 4월 30일 (일요일) |  | 편집 |

| <          | 2017년 4월 | 2017년 4월 | 2017년 4월  | 2017년 4월 | 2017년 4월 | >          |
| 일         | 월         | 화         | 수          | 목         | 금         | 토         |
|            |            |            |             |            |            | 1 3.5 무오 |
| 2 6 기미   | 3 7 경신   | 4 8 신유   | 5 9 임술    | 6 10 계해  | 7 11 갑자  | 8 12 을축  |
| 9 13 병인  | 10 14 정묘 | 11 15 무진 | 12 16 기사  | 13 17 경오 | 14 18 신미 | 15 19 임신 |
| 16 20 계유 | 17 21 갑술 | 18 22 을해 | 19 23 병자  | 20 24 정축 | 21 25 무인 | 22 26 기묘 |
| 23 27 경진 | 24 28 신사 | 25 29 임오 | 26 4.1 계미 | 27 2 갑신  | 28 3 을유  | 29 4 병술  |
| 30 5 정해  |            |            |             |            |            |            |

| - 4월 22일 - 에린 머랜 - 4월 15일 - 앨런 홀즈워스 - 4월 9일 - 카르메 차콘 - 4월 8일 - 박남옥 - 4월 2일 - 2017년 세르비아 대통령 선거 편집하기 |